# Blechnum longepetiolatum
Blechnum longepetiolatum är en kambräkenväxtart som beskrevs av Tard. Blechnum longepetiolatum ingår i släktet Blechnum och familjen Blechnaceae. Inga underarter finns listade.